# Queen’s Park F.C.
Queen’s Park Football Club – szkocki klub piłkarski, założony 9 lipca 1867 w Glasgow, co czyni go najstarszym w kraju. Pod względem zdobytych Pucharów Szkocji Queen’s Park zajmuje trzecie miejsce w kraju (więcej mają tylko Celtic F.C. i Rangers).

## Sukcesy
- Puchar Szkocji (10 razy): 1874, 1875, 1876, 1880, 1881, 1882, 1884, 1886, 1890, 1893
- Finalista pucharu Anglii (2 razy): 1884, 1885